# Marcelo Ramírez
Marcelo Ramírez (29 de maio de 1965) é um ex-futebolista chileno que jogou na posição de goleiro.

## Carreira
Ramirez integrou a Seleção Chilena de Futebol na Copa América de 1999.